# Marion (Iowa)
Marion è una città degli Stati Uniti, situata nella Contea di Linn, nello Stato di Iowa.

## Geografia fisica
Le coordinate geografiche della città sono 42°02′16″N 91°45′35″W (42.037649 -91.592925). Marion ha una superficie di 31 km2, interamente coperti da terra. Le città limitrofe sono: Alburnett, Springville, Bertram, Cedar Rapids e Hiawatha. Marion è situata a 260 m s.l.m.

## Società

### Evoluzione demografica
Secondo il censimento del 2000, Marion contava 26.294 abitanti e 10.458 famiglie. La densità di popolazione era di 848,19 abitanti per chilometro quadrato. Le unità abitative erano 10.968, con una media di 353,80 per chilometro quadrato. La composizione razziale contava il 97,01% bianchi, lo 0,60% di afroamericani, lo 0,19% di nativi americani, lo 0,94% di asiatici, e lo 0,40% di altre razze. Gli ispanici e i latini erano l'1,10% della popolazione residente. Il 57,1% delle famiglie erano coppie sposate che vivono insieme.

Il 26,4% della popolazione aveva meno di 18 anni, l'8,2% aveva tra i 18 e i 24 anni, il 31,9% aveva tra i 25 e i 44 anni, il 22,2% aveva tra i 45 e i 64 anni e l'11,4% aveva più di 65 anni. L'età media della popolazione era di 35 anni. Per ogni 100 donne, c'erano 94,4 uomini. Il reddito per una famiglia era di $48.591. Gli uomini avevano un reddito mediano di $40.766, mentre le donne di $26.241. Circa il 3,9% delle famiglie e il 5,2% della popolazione era al di sotto della soglia di povertà.
| Anno | Abitanti |
| ---- | -------- |
| 1860 | 1.367    |
| 1870 | 1.822    |
| 1880 | 1.939    |
| 1890 | 3.094    |
| 1900 | 4.102    |
| 1910 | 4.400    |
| 1920 | 4.138    |
| 1930 | 4.348    |
| 1940 | 4.721    |
| 1950 | 5.916    |
| 1960 | 10.882   |
| 1970 | 18.082   |
| 1980 | 19.474   |
| 1990 | 20.403   |
| 2000 | 26.294   |